# Королівське місто (Шотландія)
Королівське місто (англ. Royal burgh) — спеціальний  титул міст  у Шотландії.

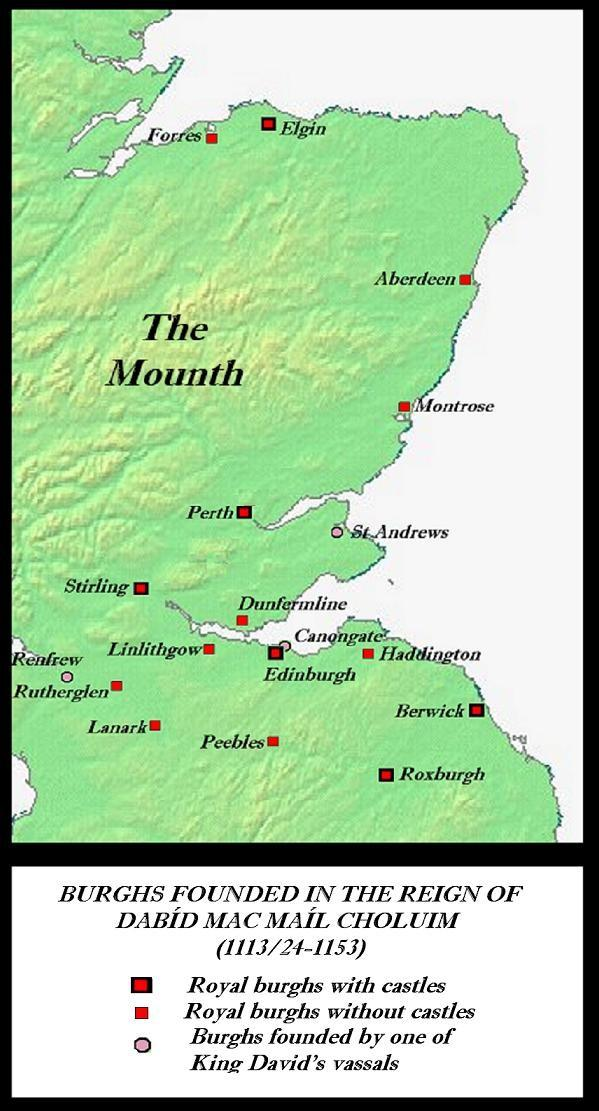
Королівські міста Шотландії у 1153 році

### Походження
До правління Давида I у Шотландії не було міст. Найближчими до поняття «місто» були території навколо великих монастирів таких, як Данкельд і Сент-Ендрюс та регіонального значення укріплень, де концентрація населення була вищою, ніж в середньому. Шотландія, принаймні поза Лотіаном, була заселена розсіяними селами. Давид I заснував перші міста із самоврядуванням (англ. Burghs) в Шотландії, спочатку тільки на, в основному англомовному, Середньому Лотіані. До найбільш ранніх таких типів поселення відносяться засновані в 1124 Бервік (англ. Berwick) і Роксбург (англ. Roxburgh). Однак, до 1130 року, Давид I заснував на гельській території такі міста із самоврядуванням: Стерлінг, Данфермлайн, Перт і Скуне, а також Единбург. Завоювання графства Морей в тому ж році привезло до створення подібних міст в Елгіні і Форесі. Перш, ніж Давид I помер, Сент-Ендрюс, Монтроз, і Абердин стали містами із самоврядуванням. За правління Малкольма IV і Вільгельм I, список міст із самоврядуванням поповнили такі міста, як Інвернесс, Бенф, Каллен, Ольдирн, Нерн, Інверурі, Кінтор, Бріхін, Форфар, Арброт, Данді, Ланарк, Дамфріс і Ер (єдине на західному узбережжі). В Лотіані такі типи поселень також з'явилися в Хаддінгтоні, Лейті і Піблсі. До 1210 року існувало 40 міст із самоврядуванням в Шотландському королівстві. Роземаркі, Дінгуол і Кромарті також належали до такого типу міст до Шотландської війни за незалежність XIII — XIV століть.
Давид I заснував перші королівські міста, із їх статутами і Leges Burgorum (правил, що регулювали практично всі аспекти життя і роботи в таких поселеннях) були скопійовані майже дослівно зі звичаїв Ньюкасл-апон-Тайн. Він по суті переніс англійський варіант королівських міст на Шотландію. Шотландські міста із самоврядуванням були здебільшого заселені іноземцями, а не корінними шотландцями і навіть не жителями Лотіану. Переважаючою етнічною групою були фламандці, але першими городяни були англійці, французи і німці. Лексика таких міст майже повністю складалася із німецьких термінів (не обов'язково навіть переважаючою англійською), такі як croft, rood, gild, gait і wynd, або французькі, такі як provost, bailie, vennel, port і ferme. Правила, які регулюють окремі самоврядуванні міста були відомі як lie doussane, тобто дюжина.

### Список королівських міст Шотландії
До 1153 (королівські)
- Абердин
- Бервік-апон-Твід (перед 1124)
- Данді
- Ланарк (1144)
- Единбург
- Данфермлайн
- Елгін
- Форес
- Лінлітгоу
- Монтроз
- Піблс
- Перт (мало найвищий статус серед усіх королівських міст, окрім як Единбурга)
- Рутерглен
- Роксбург (Створено як королівське місто в 1124 році. У п'ятнадцятому столітті після знищення оборонного замку в 1460 році припинило своє існування. Частина Роксбурга було включено в склад Келсо в 1614 році, а в 1936 році Келсо визнаний як наступник королівського міста.)[2][3]
- Стерлінг
- Тейн

До 1153 (міста, що переходили у володіння між королем та іншими лордами)
- Хаддінгтон (дарований Аді де Варен між 1139 та 1178)
- Ренфрю (перед 1153 дарований Вальтеру Фітцалану; підтвердження статусу в 1397 році)

До 1153 (міста контрольовані іншими лордами)
- Кенонгейт (сьогодні в складі Единбурга)
- Сент-Ендрюс

До 1214 (королівські)
- Ер
- Олдірн
- Кален
- Дамфріс
- Форфар
- Інверкітінг
- Інвернесс
- Джедбург
- Кінгхорн
- Кінтор
- Лодер (зроблене королівським місто королем Вільгельмом I)
- Лейт (Між Единбургом, та Лейтом часто йшло суперництво за права торгівлі і статусу. В 1636 місто було перебудоване як місто під управління барона на користь міста Единбург. В 1920 році поглинений королівським Единбургом.)[2]
- Нерн

До 1214 (міста, що переходили у володіння між королем та іншими лордами)
- Крейл

До 1214 (міста контрольовані іншими лордами)
- Енен (королівське до 1532)
- Арброт
- Бріхін
- Данді
- Глазго
- Керкінтіллох
- Прествік

Міста засновані Александром II
- Дінгуол (1226) (пізніше потрапило під володіння барона міста Ірл оф Роуз англ. Earl of Ross 1321, перезасноване як королівське місто в п'ятнадцятому столітті)
- Дамбартон (1222)

До 1300 (королівські)
- Охтерардер (статус втрачений в 1707)
- Кромерті (пізніше потрапило під володіння барона міста Ірл оф Роуз англ. Earl of Ross 1315, перезасноване як королівське місто в 1593)
- Фіві
- Кілрені
- Ланарк
- Розермаркі
- Селкерк
- Увігантаун

До 1300 (міста контрольовані іншими лордами)
- Кровфорд (перестало існувати до шістнадцятого століття)
- Данбар (став королівським містом в 1445)
- Інверурі (став королівським містом в 1558)
- Ірвін (став королівським містом в 1372)
- Келсо (ніколи не був королівським містом)
- Лохмабен (королівське місто до 1447 року)
- Ньюбарг, Абердиншир (ніколи не був королівським містом)
- Ньюбарг, Файф (став королівським містом в 1631)
- Ур (довго не існувало)

Початок 14-ого століття
- Кюпер (до 1327)
- Інверберві (1342)

Міста засновані Робертом II
- Бенф (1372)
- Норт-Бервік (1373; подавлене Вільямом Дугласом, поновлений статус грамотою 1568)

Міста засновані Робертом III
- Ротсей (1400, або 1401)

Міста засновані Джеймсом II
- Данбар (1445)
- Фолкленд (1458)
- Керкубрі (1455)
- Лохмабен (дата отримання статуса невідома)
- Тейн (із 1439)

Міста засновані Джеймсом III
- Елджін (1457) (втрачений королівський статус в 1312 відновлений)
- Керкволл (1486)
- Нерн (1476) (втрачений королівський статус в 1312 відновлений)

Міста засновані Джеймсом IV
- Дінгуол (1497, або 1498) (поновлено)
- Форес (1496) (відновлення втраченого в 1312 році)
- Кінтор (1506, або 1507) (повторно заснований як королівське місто)
- Віторн (1511)

Міста засновані Джеймсом V
- Аннен (1538, або 1539) (статус підтверджений)
- Охтормахті (1517)
- Бернтайленд (1541)
- Піттенвім (1541)

Міста засновані Марією Стюарт
- Інверурі (1558) (відновлений втрачений королівський статус)

Міста засновані Джеймсом VI
- Східний Анструтер (1583)
- Західний Анструтер (1587)
- Арброт (1599)
- Кромарті (1593) (поновлений статус)
- Калрос (1592)
- Ерлсфері (1589)
- Глазго (1611) (був де-факто раніше)
- Фортрос (1590)
- Кілрені (1592)
- Розмакі (1592)
- Сент-Ендрюс (1620) (підтвердження статусу)
- Санка (1598)
- Уік (1589)

Міста засновані Карлом I
- Брихін (1641)
- Дорнох (1628)
- Фортрос (1661)
- Інверерей (1648)
- Керколді (1644) (хоча де-факто з 1574)
- Новий Галовей (1630)
- Квінзфері (1636)
- Ньюбарх (1631)

Міста засновані Вільгельмом III
- Кемпбелтаун (1700)

20 століття
- Охтерарде (1951)
- Елі та Еарлсфері (1930)
- Кілрені, Східний Анструтер та Західний Анструтер (утворене об'єднанням трьох королівських міст в 1930)